# Isotomurus fucicolus
Isotomurus fucicolus är en urinsektsart som först beskrevs av Reuter 1891.  Isotomurus fucicolus ingår i släktet Isotomurus och familjen Isotomidae. Inga underarter finns listade i Catalogue of Life.